# Little Firehole River
Der Little Firehole River ist ein etwa 17 km langer, linker Nebenfluss des Firehole River im Nordwesten des US-Bundesstaates Wyoming. Er fließt auf seiner gesamten Länge durch den Yellowstone-Nationalpark.

## Verlauf
Der Little Firehole River entspringt nördlich des Summit Lake an der kontinentalen Wasserscheide auf dem westlichen Hochplateau des Yellowstone-Nationalparks im nördlichsten Teton County auf einer Höhe von etwa 2620 m. Er fließt zunächst in nördliche Richtung, verlässt das Hochplateau und mäandriert für mehrere Kilometer durch die Little Firehole Meadows. Zudem erhält er mehrere unbenannte Nebenflüsse. Im weiteren Verlauf durch eine Schlucht in östliche Richtung fällt er über die rund 21 m hohen Mystic Falls hinab, die über den Mystic Falls Trail erreicht werden können. Weiter flussabwärts fließt der Little Firehole River noch für etwa einen Kilometer durch die nördliche Sinter Plain und erhält mit dem Iron Spring Creek von rechts seinen wichtigsten Zufluss. Nur rund 100 m weiter flussabwärts mündet er unmittelbar südlich des zum Oberen Geysir-Becken gehörenden Biscuit Basin auf einer Höhe von 2214 m in den hier nach Norden fließenden Firehole River.

## Hydrologie
Der Little Firehole River ist als Nebenfluss des Firehole River Teil des Einzugsgebietes des Madison River, der über Missouri und Mississippi in den Golf von Mexiko entwässert. Das Einzugsgebiet des Little Firehole River umfasst ein Areal von 127 km² und grenzt an die Einzugsgebiete von Firehole River im Osten und Südosten, Bechler River im Süden, Boundary Creek im Südwesten, South Fork Madison River im Nordwesten sowie Sentinel Creek und Fairy Creek im Norden.

## Galerie

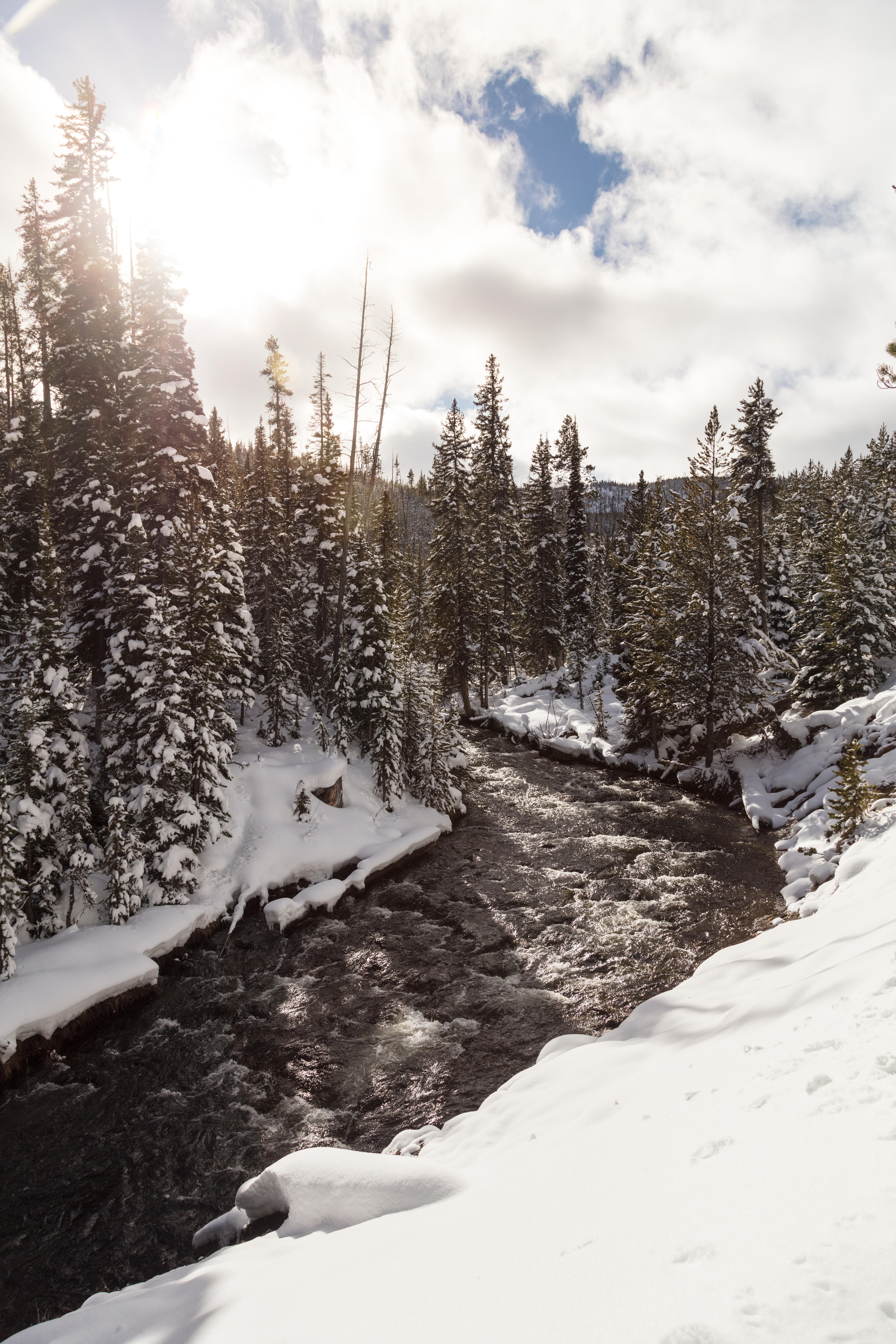
Little Firehole River im Winter
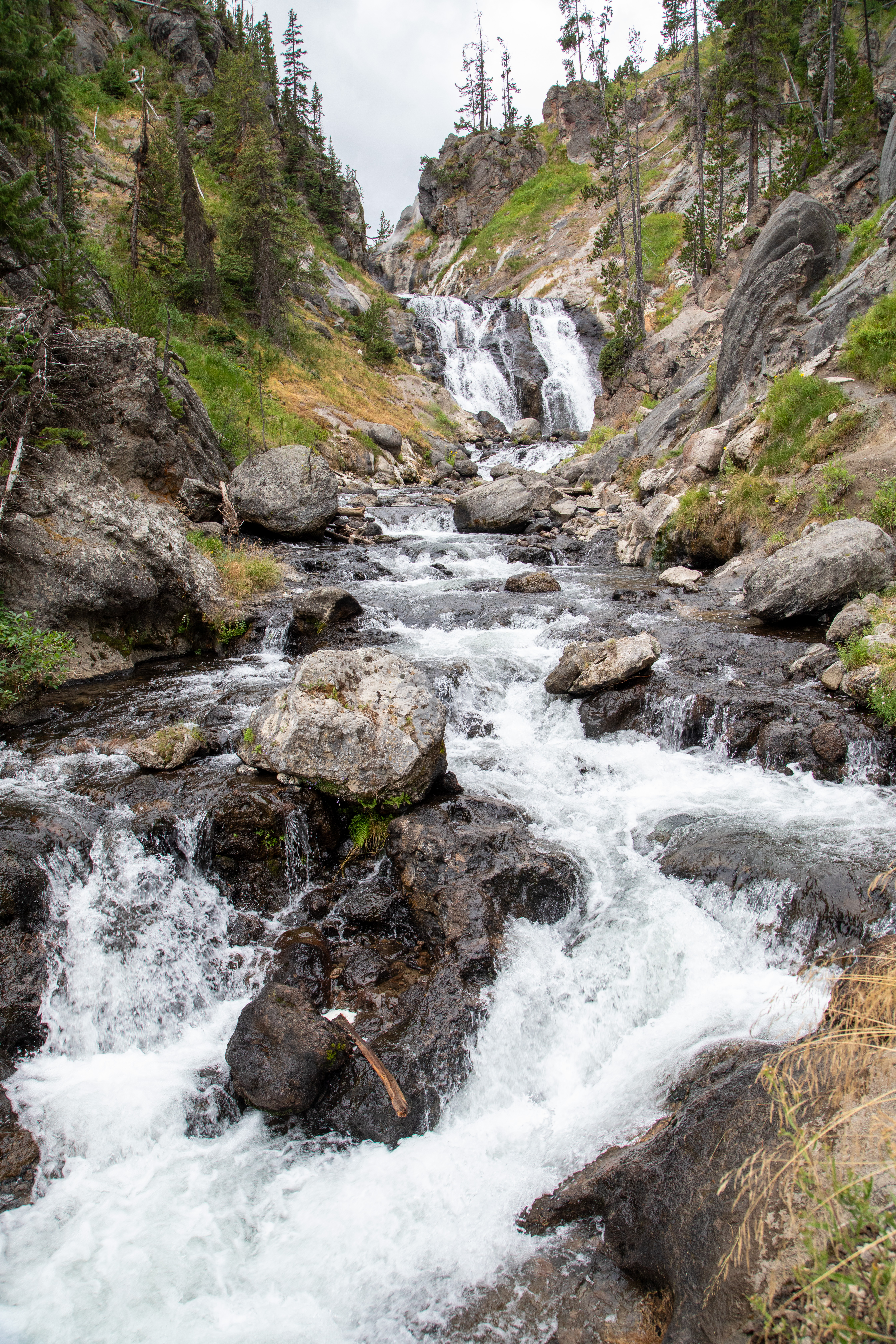
Little Firehole River an den Mystic Falls
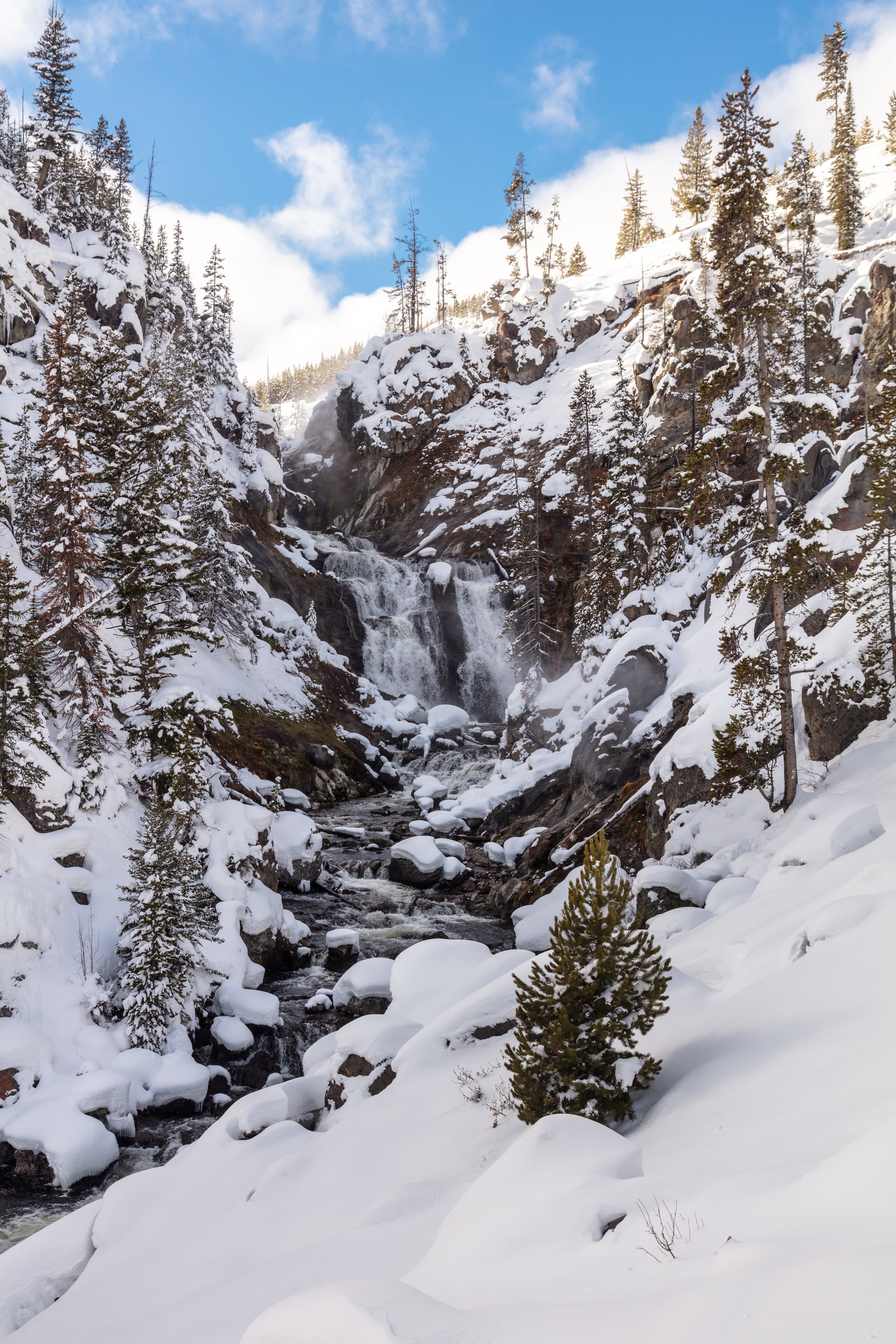
Mystic Falls im Winter

## Belege
1. ↑  Little Firehole River. In: Geographic Names Information System. United States Geological Survey, United States Department of the Interior (englisch).